# Monte Sagues
Der Monte Sagues (spanisch; in Argentinien Monte Café) ist ein Berg an der Südwestküste der westantarktischen Joinville-Insel. Er ragt 13 km südwestlich des Mount Alexander nahe dem Nordufer des Active-Sunds auf.
Chilenische Wissenschaftler benannten ihn nach Héctor Sagues Hermann, Teilnehmer an der 2. Chilenischen Antarktisexpedition (1947–1948). Der weitere Hintergrund der argentinischen Benennung ist nicht überliefert.